# Nationaal park D'Entrecasteaux
Het nationaal park D'Entrecasteaux is een nationaal park in de regio South West in West-Australië. Het is vernoemd naar Antoine de Bruni d’Entrecasteaux. Het park omvat het grootste zoetwatermeer in het zuiden van West-Australië en het grootste ingesloten duinensysteem van de staat. Het park wordt door de Indische Oceaan en verscheidene andere nationale parken begrensd. Men kan er kajakken, zwemmen, vissen, vogelen, wandelen, 4x4-rijden en kamperen.

## Geschiedenis
De Nyungah zouden reeds meer dan 47.000 jaar in het zuidwesten van Australië hebben geleefd. Het oudste archeologische bewijs in D'Entrecasteaux is ongeveer 6.000 jaar oud. De erosie van de duinen brachten artefacten, visvallen, groeves, mythologische en grafplaatsen aan het licht. De meerderheid daarvan concentreert zich rondom 'Lake Jasper' en de 'Meerup Dunes'. Er werden artefacten gevonden tot tien meter onder het waterniveau van 'Lake Jasper'. Dit wijst erop dat er een aantal grote kampen waren toen het meer nog een prehistorisch woud was.
Tijdens een Franse wetenschappelijke expeditie in 1792 zeilde de Franse admiraal Bruni D’Entrecasteaux langs de kust. 'Point D’Entrecasteaux' werd naar hem vernoemd. Later deden zeehonden- en walvisjagers de kuststreek aan. Pas rond de jaren 1850 vestigden de eerste pastoralisten zich in en rond Pemberton en Manjimup. Ze weidden hun vee 's zomers langs de kust. Deze praktijk vond tot in de jaren 1980 plaats. Sporen ervan - hun hutten en de paden waarlangs het vee werd gedreven - zijn nog zichtbaar in het park.
In 1911 zonk de ijzeren bark 'Mandalay' voor de kust. Soms, afhankelijk van het getijde en de verplaatsing van zand, is het wrak nog vanop 'Mandalay Beach' zichtbaar.
In de jaren 1970 werden natuurreservaten, pastorale leases en kroonland opgekocht en samengevoegd tot een nationaal park. In 1994 werd nabij Lake Jasper een deel afgescheiden voor de mijnindustrie.

## Beschrijving
Nationaal park D'Entrecasteaux ligt in de regio South West, ongeveer 315 kilometer ten zuiden van de West-Australische hoofdstad Perth. Het park heeft een oppervlakte van 118.779 hectare. Het omvat een kuststrook met een lengte van ongeveer 130 kilometer, tussen 'Black Point' in het westen en 'Long Point' in het oosten.
Het park wordt begrensd door verscheidene andere nationale parken: Walpole-Nornalup, Mt Frankland South, Hannon, Boorara-Gardner, Warren en Greater Hawke. De rivieren Donnelly, Warren en Meerup stromen door het park. 'Broke Inlet', met de drie daarin gelegen eilanden Shannon, Bald en Clarke, maakt deel uit van het park.
'Sandy Island' nabij Windy Harbour ligt in het park en is een Important Bird Area. Het is een broedplaats voor de Australische grote pijlstormvogel en de elfenstern.
Landinwaarts liggen verscheidene moerassen en meren waaronder 'Lake Yeagarup' en 'Lake Jasper'. 'Lake Jasper' is het grootste zoetwatermeer in het zuiden van West-Australië. 'Yeagarup Dunes' is, met een lengte van ongeveer 10 kilometer, het grootste volledig door land omringde duinensysteem in de staat. Nabij 'Black Point' kan men basaltzuilen waarnemen.

## Bezienswaardigheden en activiteiten
Het park is betalend. Er zijn op verschillende locaties kampeerplaatsen voorzien. Het park telt een aantal sanitaire voorzieningen. Door de zanderige bodem kan men zich in het park enkel te voet of middels vierwielaandrijving verplaatsen.
Aan de 'Donnelly Boat Landing' kan men boten, kajaks en kano's te water laten om op de Donnelly te varen. Het park telt verschillende stranden waaronder Jasper, Yeagarup, Warren, Malimup, Gardner en Coodamurrup. Zwemmen en vissen kan in de rivieren, meren en baaien. Er lopen verscheidene wandelpaden in of door het park, waaronder het 1.000 kilometer lange Bibbulmunwandelpad. Het park heeft verschillende uitkijkpunten, zoals de 'Tookulup Lookout' met zicht op de Indische Oceaan.

## Flora en fauna
Nationaal park D'Entrecasteaux bevat heide, grasland en lage open bossen met hier en daar bosjes karribomen. 'Mount Chudalup', een grote granieten rots, herbergt 42 hauwmossen, 28 korstmossen en 6 levermossen, waarvan sommige endemisch zijn. Het park telt meer dan 850 inheemse plantensoorten. De meest voorkomende plantenfamilies zijn de orchideeënfamilie, cypergrassenfamilie, mirtefamilie, Papilionaceae, Proteaceae, Epacridaceae, Restionaceae en de Stylidiaceae.
In het park leven enkele bedreigde zoogdieren zoals de borstelstaartkangoeroerat, quokka, penseelstaartbuidelmuizen en de zwartstaartbuidelmarter. Verder leven in het park koeskoezen, buideldassen en de wallaby. Nabij 'Black Point' kan men soms de Nieuw-Zeelandse zeebeer waarnemen. Van september tot november zwemmen migrerende zuidkapers voor de kust.
Bedreigde vogels die in het park kunnen waargenomen worden zijn onder meer de Australische roerdomp, thermometervogel, roodstaartraafkaketoe (Calyptorhynchus banksii naso), langsnavelraafkaketoe en de kortsnavelraafkaketoe. In 2007 werd de zwartkapborstelvogel terug in het park geïntroduceerd. De zwartkopplevier broedt op verscheidene plaatsen in het park. De Galaxiella munda en de Nannatherina balstoni zijn bedreigde vissoorten die men in het park kan aantreffen. Het park telt verder nog 42 niet bedreigde endemische diersoorten waaronder de slurfbuidelmuis, Sminthopsis gilberti, roodkapparkiet, grijswitte vliegenvanger, roodoorastrild, Rhinoplocephalus bicolor, het roodvleugelelfje en acht skinken, veertien kikkers en vijf vissoorten.

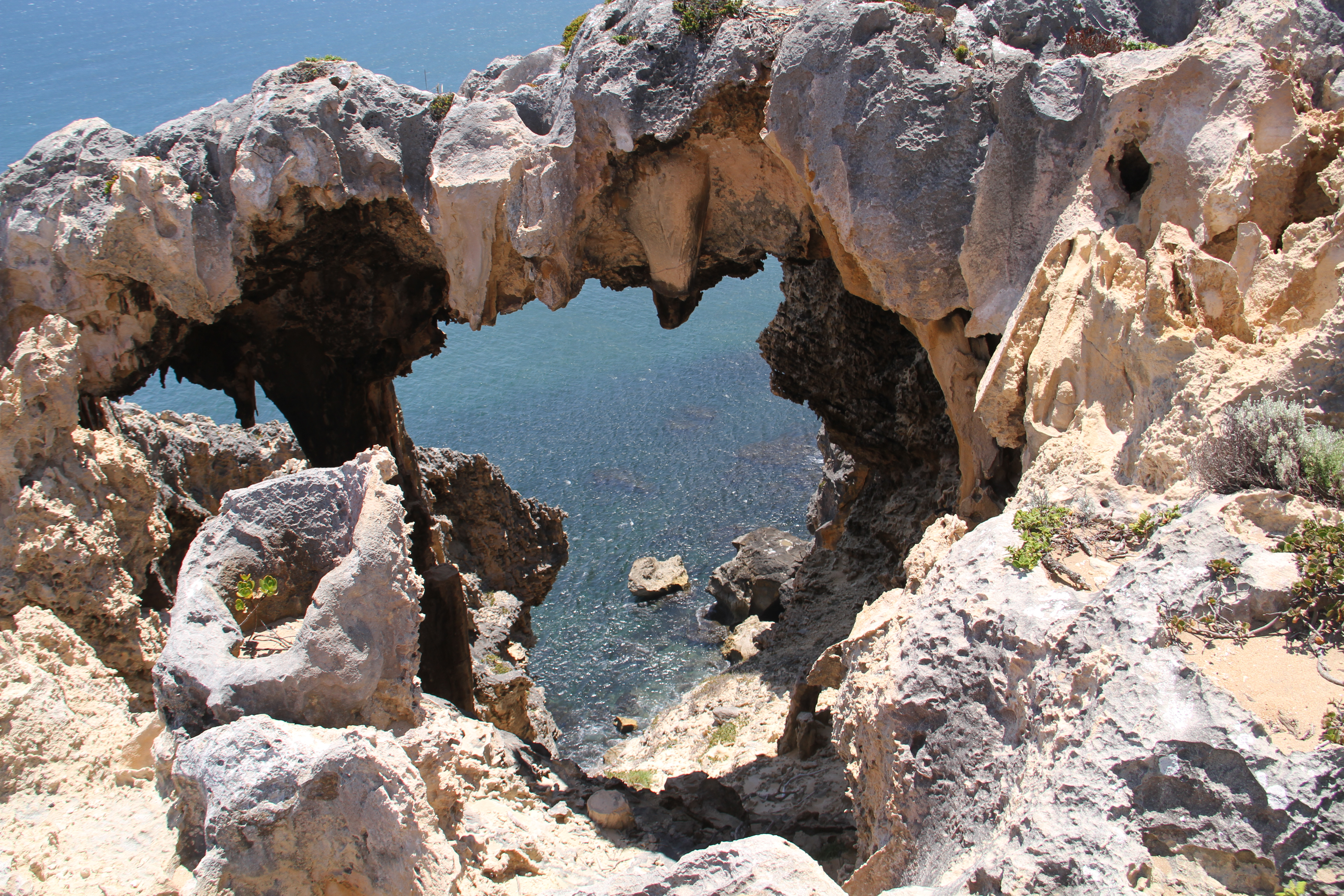
Kalksteen nabij Windy Harbour
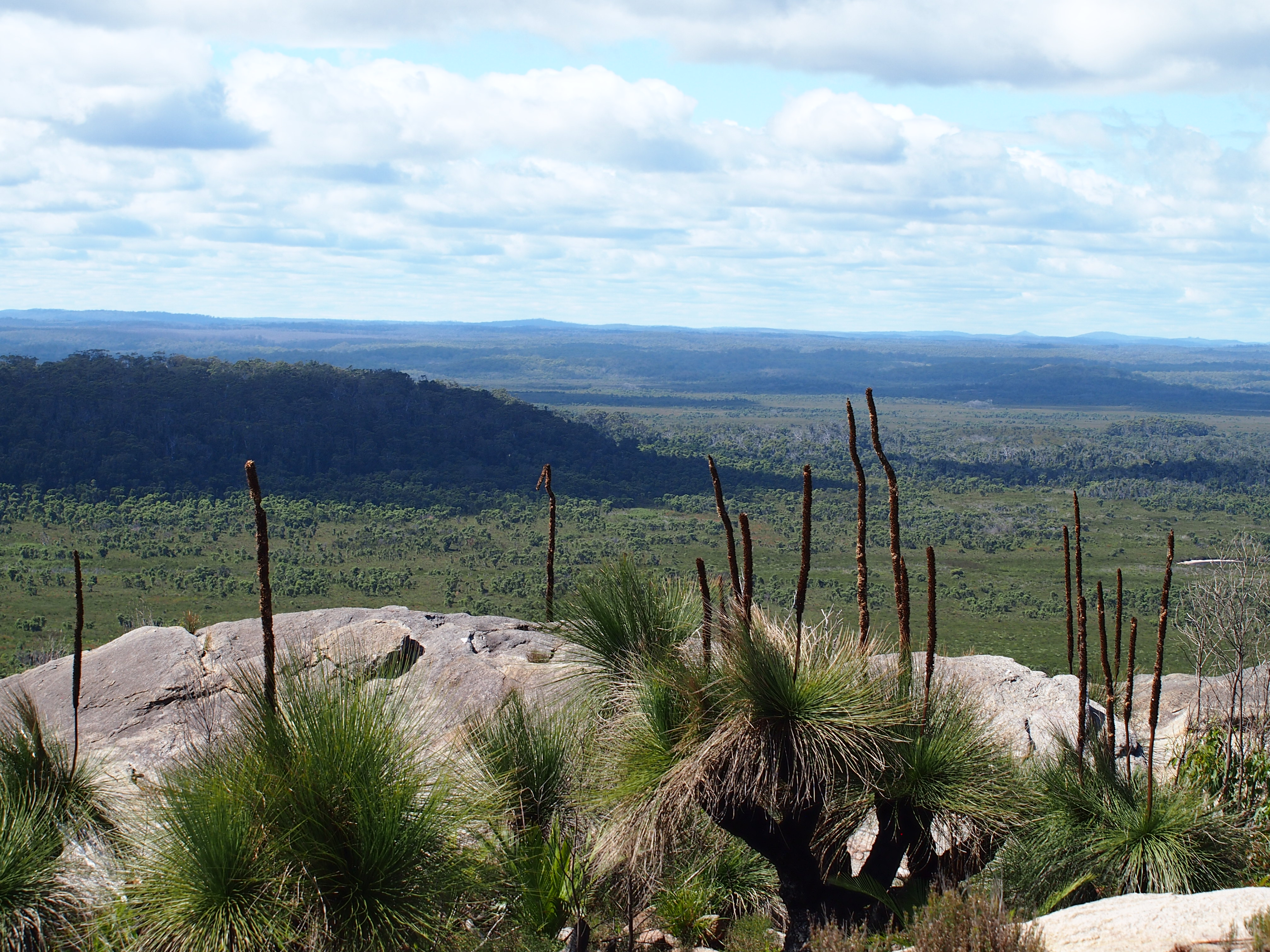
Zicht vanop 'Mount Chudalup'
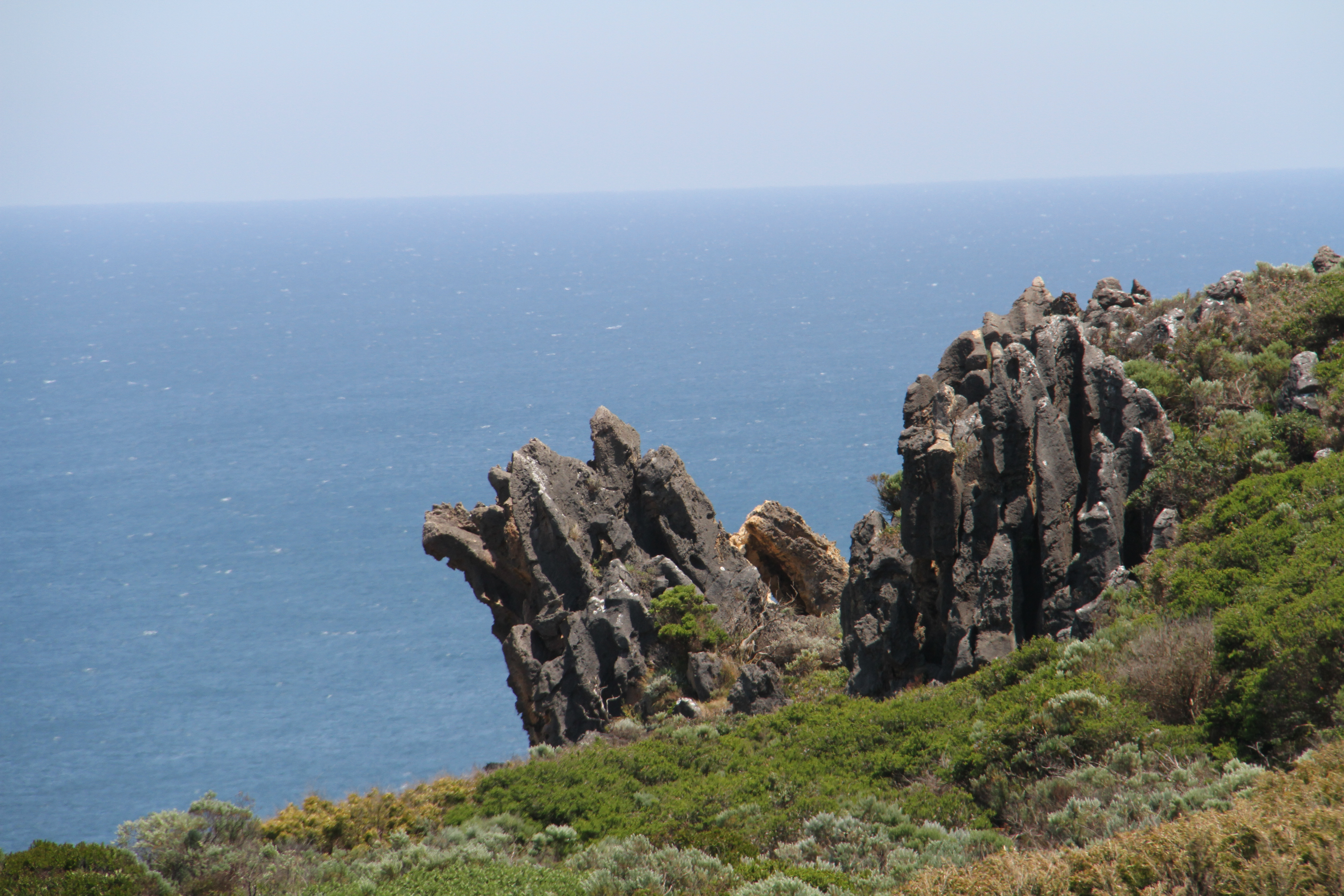
Basalt kolommen nabij Windy Harbour